# Alfredo Kraus
Alfredo Kraus (Las Palmas de Gran Canaria, 24 de novembro de 1927 – Madrid, 10 de setembro de 1999), foi um tenor e professor de canto espanhol, de mãe espanhola e pai austríaco, considerado, por muitos, como um dos melhores e mais importantes tenores líricos ligeiros da metade do século XX.
Atuou nas mais importantes óperas do mundo, estreando na cidade do Cairo em 1956 em Rigoletto, de Verdi. Seu papel mais famoso foi Werther da ópera Werther de Jules Massenet. Foi destacado intérprete de zarzuela. Foi laureado com o Prêmio Príncipe de Astúrias em 1991.
Nos seus últimos anos de vida, se dedicou ao ensino de música a jovens maestros.

## Repertório
- Gaetano Donizetti
  - Don Pasquale (Ernesto)
  - L'elisir d'amore (Nemorino)
  - La Favorita (Fernando)
  - La Figlia del reggimento (Tonio)
  - La Fille du regiment (Tonio)
  - Linda di Chamounix (Carlo di Sirval)
  - Lucia di Lammermoor (Edgardo)
  - Lucrezia Borgia (Gennaro)
- Vincenzo Bellini
  - La sonnambula (Elvino)
  - I puritani (Arturo)
- Gioachino Rossini
  - Il barbiere di Siviglia (Conte d'Almaviva)
  - Il signor Bruschino (Florville)
  - Petite Messe Solennelle
- Daniel Auber
  - La muette de Portici (Masaniello)
- Georges Bizet
  - La Jolie fille de Perth (Henry Smith)
  - I pescatori di perle (Nadir)
- Charles Gounod
  - Faust (Faust)
  - Romeo e Giulietta (Romeo)
- Jules Massenet
  - Manon (Des Grieux)
  - Werther (Werther)
- Arrigo Boito
  - Mefistofele (Faust)
- Giuseppe Verdi
  - Falstaff (Fenton)
  - Rigoletto (Duca di Mantova)
  - La traviata (Alfredo)
  - Messa di Requiem
- Giacomo Puccini
  - La bohème (Rodolfo)
  - Gianni Schicchi (Rinuccio)
  - Madama Butterfly (Pinkerton)
  - Tosca (Mario Cavaradossi)
- Wolfgang Amadeus Mozart
  - Così fan tutte (Ferrando)
  - Don Giovanni (Don Ottavio)
- Leo Delibes
  - Lakmé (Gerald)
- Jacques Offenbach
  - Les contes d'Hoffmann (Hoffmann)
- Francis Poulenc
  - Dialogues des carmelites (Il Cavaliere de La Force)
- Gian Francesco Malipiero
  - La Passione (Pilato, El ladron destro)
- Manuel De Falla
  - La Vida breve (Paco)
- Emilio Arrieta y Correra
  - Marina (Jorge)
- Luigi Cherubini
  - Alì Babà (Alì Babà)
- Isaac Albéniz
  - Pepita Jimenez (Luis)
- Maurice Ravel
  - L'heure espagnole (Gonsalvo)
- Carl Orff
  - Carmina Burana (Cignus ustus)
- Amadeo Vives
  - Dona Francisquita (Fernando)

## Discografia
A vastar discografia, principalmente com a EMI inclui 13 óperas, recitais e zarzuelas.

### Óperas
| Ano  | Ópera                   | Papel              | Cast                                                  | Diretor               | Etiqueta        |
| ---- | ----------------------- | ------------------ | ----------------------------------------------------- | --------------------- | --------------- |
| 1960 | Rigoletto               | Duca di Mantova    | Ettore Bastianini, Alfredo Kraus, Renata Scotto       | Gianandrea Gavazzeni  | Dischi Ricordi  |
| 1962 | Così fan tutte          | Ferrando           | Elisabeth Schwarzkopf, Christa Ludwig, Alfredo Kraus  | Karl Böhm             | EMI             |
| 1963 | Falstaff                | Fenton             | Geraint Evans, Ilva Ligabue, Alfredo Kraus            | Georg Solti           | Decca           |
|      | Rigoletto               | Duca di Mantova    | Robert Merrill, Alfredo Kraus, Anna Moffo             | Georg Solti           | RCA             |
| 1966 | Lucrezia Borgia         | Gennaro            | Montserrat Caballé, Alfredo Kraus, Shirley Verrett    | Jonel Perlea          | RCA             |
| 1970 | Les pêcheurs de perles  | Nadir              | Adriana Maliponte, Alfredo Kraus, Sesto Bruscantini   | Carlo Felice Cillario | Carillon        |
| 1978 | Don Pasquale            | Ernesto            | Donald Gramm, Beverly Sills, Alfredo Kraus            | Sarah Caldwell        | EMI             |
|      | Rigoletto               | Duca di Mantova    | Sherrill Milnes, Alfredo Kraus, Beverly Sills         | Julius Rudel          | EMI             |
| 1979 | La bohème               | Rodolfo            | Renata Scotto, Alfredo Kraus, Sherrill Milnes         | James Levine          | EMI             |
|      | I puritani              | Arturto            | Montserrat Caballé, Alfredo Kraus, Matteo Manuguerra  | Riccardo Muti         | EMI             |
|      | Werther                 | Werther            | Alfredo Kraus, Tatiana Troyanos, Matteo Manuguerra    | Michel Plasson        | EMI             |
| 1980 | La traviata             | Alfredo Germont    | Renata Scotto, Alfredo Kraus, Renato Bruson           | Riccardo Muti         | EMI             |
| 1983 | Lucia di Lammermoor     | Edgardo Ravenswood | Edita Gruberova, Alfredo Kraus, Renatro Bruson        | Nicola Rescigno       | EMI             |
|      | Romeu e Julieta         | Romeu              | Alfredo Kraus, Catherine Malfitano, José van Dam      | Michel Plasson        | EMI             |
| 1985 | La jolie fille de Perth | Henry Smith        | June Anderson, Alfredo Kraus, José van Dam            | Georges Prêtre        | EMI             |
| 1986 | La muette de Portici    | Masaniello         | June Anderson, Alfredo Kraus, John Aler               | Thomas Fulton         | EMI             |
| 1992 | La traviata             | Alfredo Germont    | Kiri te Kanawa, Alfredo Kraus, Dmitrij Chvorostovskij | Zubin Mehta           | Philips Records |

## Em Portugal
Atuou no Teatro Nacional de São Carlos ao lado de Maria Callas em 27 de Março de 1958 interpretando a ópera La Traviata. Actuou na noite de 24 de Abril de 1974 (véspera da Revolução dos Cravos) no Coliseu de Lisboa, contracenando com Joan Sutherland que actuava pela primeira vez em Portugal.